# کالاترائو
کالاترائو (به اسپانیایی: Calatorao) یک دهستان در اسپانیا است که در استان ساراگوسا واقع شده‌است. کالاترائو ۴۸ کیلومتر مربع مساحت و ۳٬۰۱۳ نفر جمعیت دارد.

## خواهرخوانده
شهر سراوتسا خواهرخواندهٔ کالاترائو هست.